# Johannes Flintoe

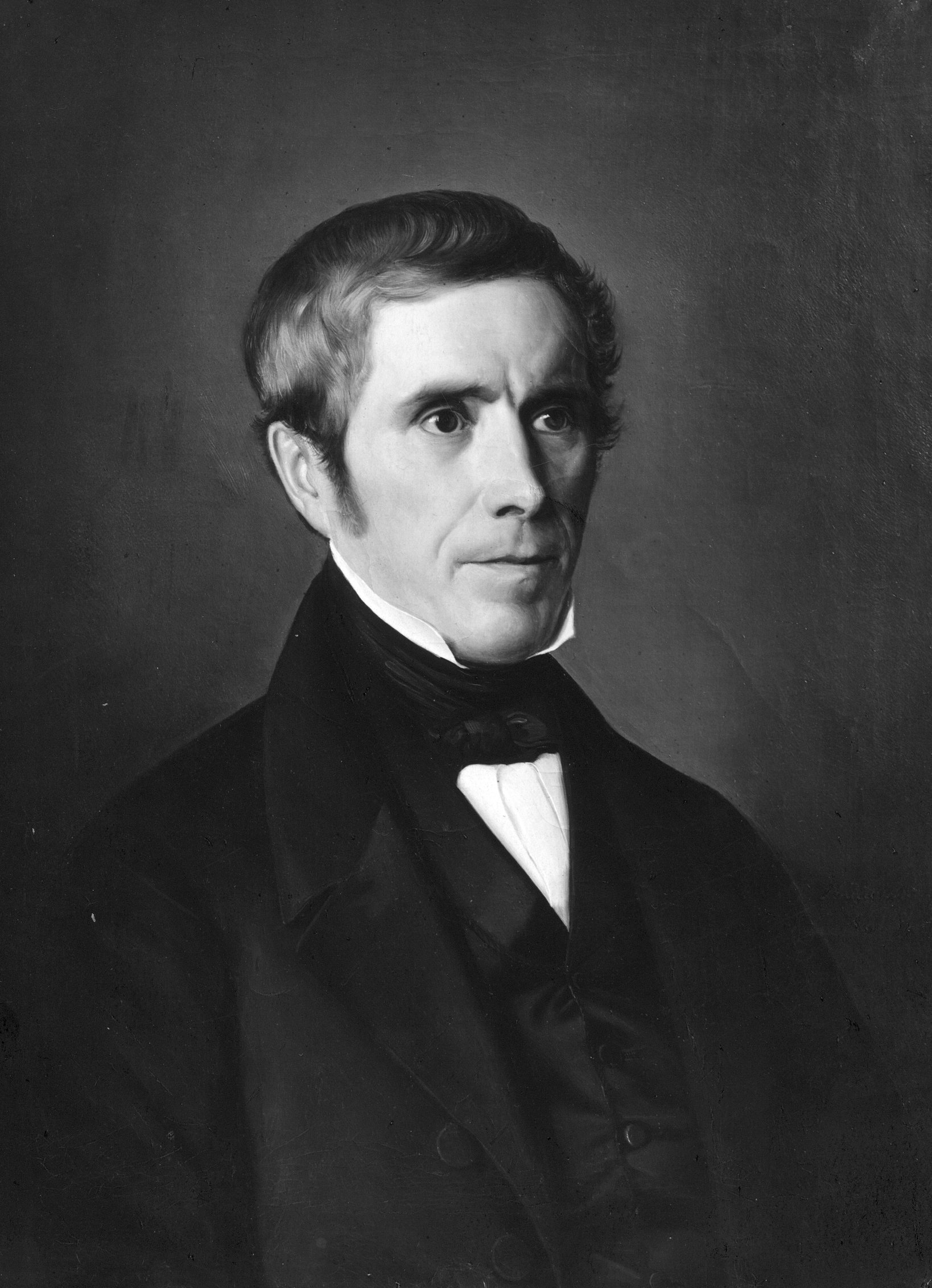
Johannes Flintoe, 1844, gemalt von Adolph Tidemand

Johannes Flintoe (* 1786 in Kopenhagen; † 27. Januar 1870 ebenda) war ein dänisch-norwegischer Maler.

## Leben und Wirken
Flintoe ist für seine Landschaftsmalerei und Historiengemälde der skandinavischen Geschichte bekannt.
Er erlernte die Malerei bei seinem Stiefvater Peder Faxe und besuchte die Königlich Dänische Kunstakademie von 1802 bis 1805. 1811 reiste er nach Norwegen und wohnte in Christiania. Dort unterrichtete er an der Tegneskolen in den Jahren 1819 bis 1851 Malerei. Zu seinen Schülern gehörten die Künstler Johan Fredrik Eckersberg und Hans Gude. Später kehrte er nach Dänemark zurück, wo er am 27. Januar 1870 in Kopenhagen starb.
Der Entwurf der Krone des Kronprinzen von Norwegen stammt von ihm.

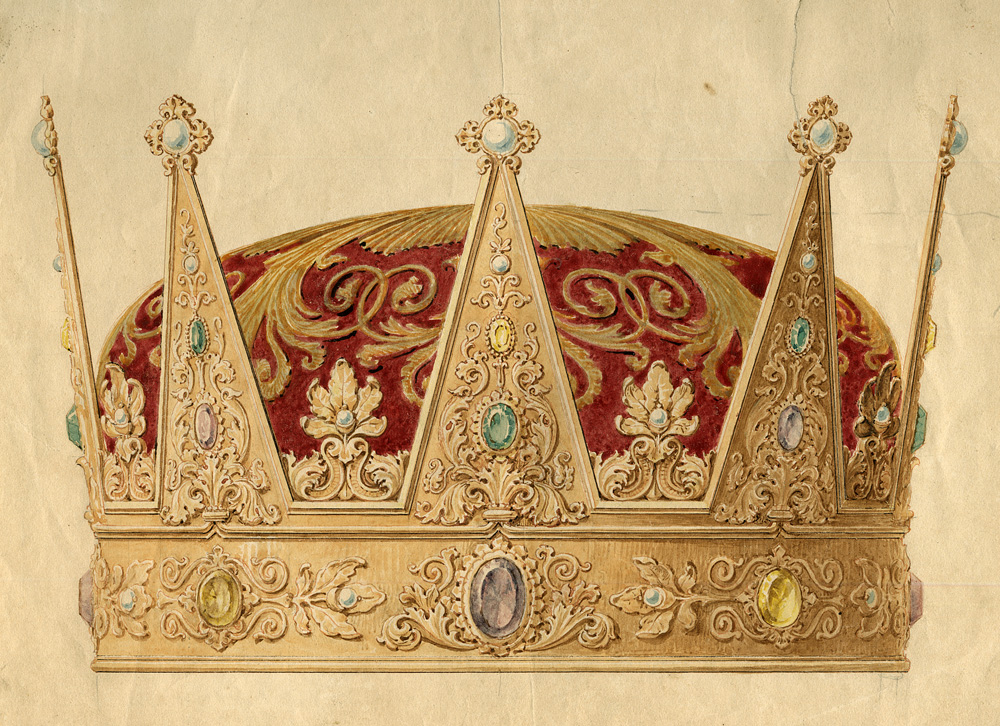
Krone für den norwegischen Kronrinzen (1846)
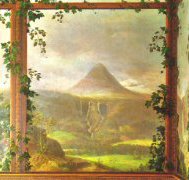
Fugleværelset  (1841)
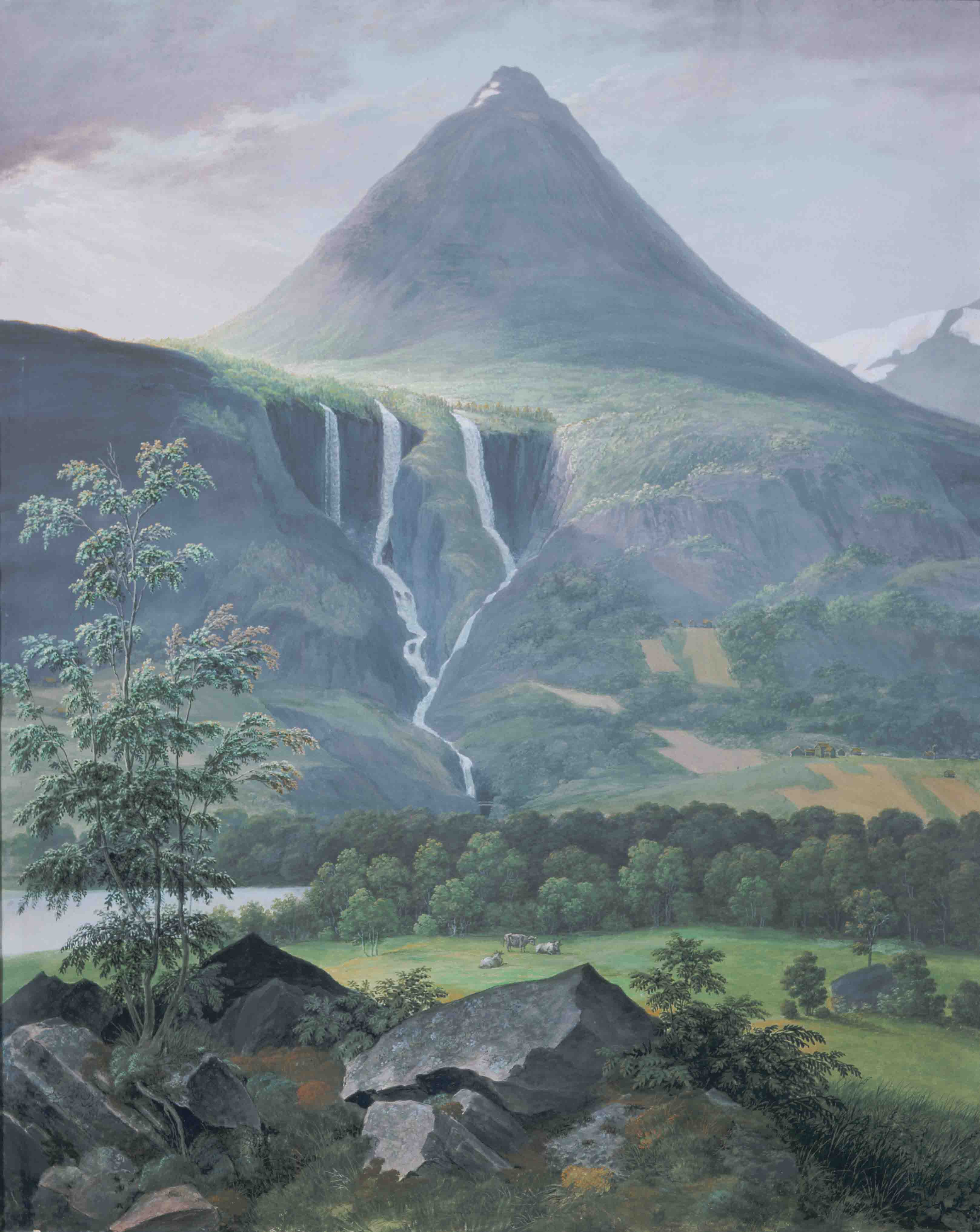
Myrhorn (um 1840)
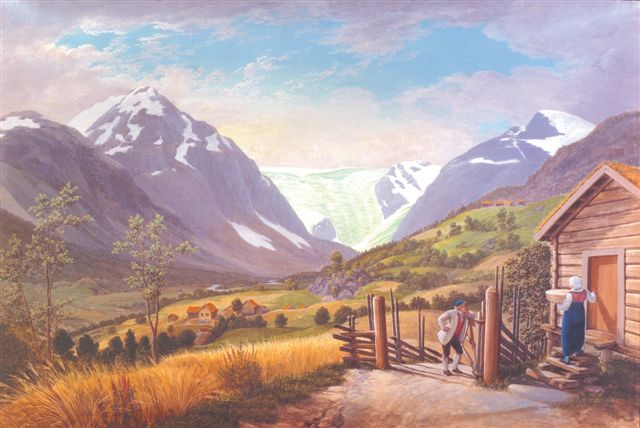
Fra Krundalen, Norwegen (1822)